# Thomas Donatus
Thomas Donatus oder Tommaso Donà (* 1434 in Venedig; † 11. November 1504 ebenda) war ein italienischer Dominikaner-Theologe und von 1492 bis zu seinem Tod Patriarch von Venedig.

## Biografie

### Herkunft und klösterliche Periode
Thomas war der Sohn von Ermolao di Nicolò und Marina di Pietro Loredan und gehörte der Patrizier-Familie Donà „dalle Trezze“ mit Sitz in Santa Maria Formosa an. Bereits in jungen Jahren verlor er seinen Vater, der auf der Rückkehr von einer Sitzung im Senat ermordet wurde (Jacopo Foscari, Sohn des Dogen Francesco, wurde fälschlicherweise des Verbrechens beschuldigt).
Im Jahr 1461 trat er im Kloster San Domenico in die Gemeinschaft der Dominikaner ein, zu dessen Prior er 1467 gewählt wurde. In seinen Klosterjahren zeichnete er sich als Theologe und Prediger aus, indem er Kommentare zu den Psalmen, dem Matthäusevangelium, den Paulusbriefen und den Schriften des Thomas von Aquin veröffentlichte. Ihm wird auch das Offizium für die Feste der Heimsuchung und der Heiligung Mariens zugeschrieben, das im dominikanischen Brevier des Emericus von Speyer (1492) erschien. Die Predigten de tempore, de sanctis und de sacramentis blieben als Manuskripte in der Kapitelbibliothek erhalten und gingen während der napoleonischen Zeit, als das Kloster aufgehoben und abgerissen wurde, verloren.

### Patriarchat
Am 1. Oktober 1492 wurde er vom Senat zum Patriarchen von Venedig gewählt, um den verstorbenen Maffeo Gherardi zu ersetzen. In kurzer Zeit erhielt die Wahl die Zustimmung des Papstes, und am 30. November konnte Donatus geweiht werden und seinen Sitz in Besitz nehmen.
Zu den ersten Maßnahmen gehörte ein Dekret vom 18. Januar 1493, in dem es hieß, dass kein Priester die Zuteilung von Pfarrgeld beantragen könne, wenn er nicht zuvor vom Patriarchen geprüft worden sei. Bei Androhung der Exkommunikation wurde es auch auf Laien ausgedehnt, die ungeeignete Priester vorschlugen. Die Auseinandersetzung mit den Gemeindemitgliedern von San Bartolomeo, die behaupteten trotz der Zuständigkeit des Patriarchen einen eigenen Pfarrer wählen zu können, hing damit zusammen. Der Streit dauerte lange: Am 18. Januar 1496 wandte sich Donatus an den Senat, aber sein Appell stieß auf taube Ohren, da die Angelegenheit auf unbestimmte Zeit verschoben wurde. Acht Jahre später, am 29. März 1503, kehrte er zu den Pregadi zurück und behauptete, der von den Gemeindemitgliedern gewählte Priester sei exkommuniziert worden, aber selbst in diesem Fall erreichte er nichts.
Am 13. Januar 1495 nahm er den Antrag der Familie Soranzo, Kirchenpatronaten der Pfarrei Jesolo, an, ein neues Gotteshaus mit angebautem Pfarrhaus zu errichten, da die alte Kirche Santa Maria Assunta, ehemals Kathedrale der Diözese Equilio, unbetretbar geworden war. Er bestand jedoch darauf, dass das Baumaterial von anderen zerstörten Gebäuden und nicht von der ehemaligen Kathedrale, die stattdessen konserviert wurde, wiedergewonnen wurde.
Am 25. Januar 1497 erhielt er vom Papst die Erlaubnis gegen den Priester Francesco, Ober-Pönitentiarier der Kathedrale, der wegen Hochverrats gegen die Republik angeklagt ist, vorzugehen. Am folgenden 21. Februar verbot er Luca Giunta, Ovids Metamorphosen zu drucken, und forderte ihn auf, einige als skandalös geltende Illustrationen zu korrigieren.
Am 18. Juni 1500 nahm er nicht an der Fronleichnamsprozession teil. Vielleicht litt er schon damals an Gicht, einer Krankheit, die ihn in den letzten Jahren heimsuchte und schließlich zum Tod führte. Auch am darauf folgenden 13. Dezember konnte er nicht am Treffen zwischen dem Dogen Agostino Barbarigo und Kardinal Ippolito d’Este teilnehmen, der auf dem Weg nach Ungarn Venedig besuchte.
Im März 1501 verkündete er ein Dekret, um den im Markusdom beobachteten Mangel an Frömmigkeit zu unterbinden, aber am 13. desselben Monats wurde das Dekret vom Dogen abgelehnt, der daran erinnerte, dass die Verwaltung der Basilika in seiner Verantwortung lag.
Am 27. März 1502 bat er die Regierung, seinen Rücktritt vom Patriarchat wegen der Gicht, die ihn weiterhin plagte, zu akzeptieren, aber sein Rücktritt wurde abgelehnt.
Ein weiterer wichtiger Aspekt seines Bischofsamtes war die Renovierung von San Pietro di Castello, obwohl die Arbeit nicht genau datiert werden kann. Auf seine Initiative hin wurde die Kirche von Grund auf renoviert und mit Kunstwerken bereichert. Zusätzlich wurde das heute nicht mehr existierende Baptisterium von San Giovanni, das als privates Oratorium diente, hinzugefügt. Er kümmerte sich auch um die Restaurierung des patriarchalischen Palastes sowie um den Kauf einer Villa für Sommeraufenthalte in Mirano (die bis Mitte des 19. Jahrhunderts im Besitz der Patriarchen blieb).
Er starb am 11. November 1504 „an seinen Wangen das Fieber und konnte nicht aus den Augen sehen“, wie Marin Sanudo bemerkte. Obwohl er schwer krank war, wollte er auf eine letzte Messe, die an seinem Bett gefeiert wurde, nicht verzichten, und es scheint, dass er genau in dem Moment, als er die Eucharistie empfing, verstorben war. Die Beerdigung fand zwei Tage später in der Kathedrale statt, und er wurde in der von ihm errichteten Taufkapelle des Heiligen Johannes des Täufers begraben.